# Strtenik
Strtenik – wieś w Słowenii, w gminie Slovenske Konjice. W 2018 roku liczyła 62 mieszkańców.